# Gran Dama Oferente (Albacete)
La Gran Dama Oferente es una escultura íbera situada en la céntrica plaza de la Catedral de la ciudad española de Albacete.

Es una reproducción de la escultura ibérica original del siglo III o II a. C. encontrada en el Cerro de los Santos, dentro del término municipal de Montealegre del Castillo (Albacete), la cual se expone en el Museo Arqueológico Nacional.
Se trata de una figura femenina de cerca de 1,5 m de altura realizada en piedra caliza. Ataviada con tres túnicas superpuestas, sostiene un pequeño vaso que podría estar ofreciendo a la divinidad, o bien podría participar en un rito de iniciación, y mira hacia el infinito.
Inaugurada en 1973, estuvo situada en los jardines del Altozano hasta que en 2021, tras su restauración, fue trasladada a una nueva ubicación en los jardines del Ayuntamiento, en la plaza de la Catedral, en pleno centro de la capital albaceteña. Está elevada sobre un pedestal de piedra que constituye su base.